# The Almighty
I The Almighty sono una band heavy metal originaria di Glasgow, in Scozia, formata nel 1988.

## Formazione

### Formazione attuale
- Ricky Warwick (1989-2001) - voce e chitarra
- Nick Parsons (2000-2001) - chitarra
- Gav Gray (2001) - basso
- Stump Monroe (1989-2001) - batteria

### Ex componenti
- Tantrum (1989-1991) - chitarra
- Floyd London (1989-2000) - basso
- Pete Friesen (1991-1996) - chitarra

## Discografia

### Album in studio
- 1989 - Blood, Fire and Love
- 1991 - Soul Destruction
- 1993 - Powertrippin
- 1994 - Crank
- 1996 - Just Add Life
- 2000 - The Almighty
- 2001 - Psycho-Narco

### Live
- 1990 - Blood, Fire and Live
- 1995 - Crank and Deceit: Live in Japan
- 2008 - All Proud, All Live, All Mighty

### Raccolte
- 2002 - Wild and Wonderful

## DVD
- 2008 - All Proud, All Live, All Mighty